# Kleurige wolfsmelk
Kleurige wolfsmelk (Euphorbia epithymoides, synoniem: Euphorbia polychroma) is een plant uit de wolfsmelkfamilie (Euphorbiaceae).  De soort komt voor in Centraal-Europa tot aan Turkije en Oekraïne. Het is een vaste plant die in siertuinen gebruikt wordt als bodembedekker.
De plant kan 45 cm hoog worden en bloeit in mei en juni met kleine gele bloemen met daaronder opvallende gele schutbladen die niet vergroeid zijn. De bloem heeft hartvormige klieren. Stengels en bladeren zijn behaard. De vrucht is een doosvrucht. Zoals bij de meeste wolfsmelksoorten komt bij beschadiging van de plant wit melksap vrij, wat huidirritatie kan veroorzaken.
De soort groeit in het gebied van herkomst op kalkrijke bodems, op zonnige plekken en in wat schaduwrijkere plaatsen in open eikenbossen. In Nederland verwildert de plant incidenteel.

## Vermeerdering
Kleurige wolfsmelk kan vermeerderd worden door stekken, scheuren en zaaien. De plant zaait zichzelf gemakkelijk uit.